# Christian Dürr
Christian Dürr, né le 18 avril 1977 à Delmenhorst en Allemagne, est un homme politique allemand membre du Parti libéral-démocrate (FDP). Il est élu en 2017 député au Bundestag représentant la Basse-Saxe. Il est réélu en 2021, année pendant laquelle il devient le président du groupe parlementaire du FDP au Bundestag, succédant à Christian Lindner.